# Erich Schmidt (historyk literatury)
Erich Schmidt (ur. 20 czerwca 1853 w Jenie, zm. 29 kwietnia 1913 w Berlinie) – niemiecki filolog, historyk literatury, profesor uniwersytetów w Strasburgu, Wiedniu i Berlinie. Rektor berlińskiego uniwersytetu w latach 1909–1910.
Studiował filologię klasyczną w Grazu, Jenie i Strasburgu. W 1874 uzyskał doktorat, habilitował się w 1875, w latach 1875-1877 był privatdozentem w  Würzburgu. W 1880 roku przeniósł się na Uniwersytet Wiedeński. W latach 1885-1887 był dyrektorem weimarskiego archiwum Goethego. Odkrył Urfausta. Napisał wiele prac na temat Goethego. Opracował dwutomową biografię Lessinga. Zasłużył się jako wydawca pism pisarzy niemieckich. W 1887 objął profesurę w zakresie historii literatury nowożytnej niemieckiej w Berlinie. W 1895 został członkiem Pruskiej Akademii Nauk w Berlinie, w 1900 otrzymał Order Orła Czerwonego, w 1908 otrzymał Order Królewski Korony 3 klasy, w 1910 został Komandorem Orderu Hohenzollernów.
Jednym z jego uczniów był Eduard Spranger.